# لونا بارك (أوساكا)

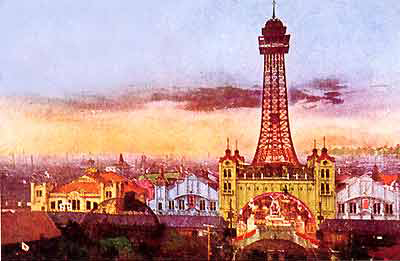

كانت حديقة لونا بارك أوساكا (رونا باكو، المعروفة أيضًا باسم حديقة شينسيكاي لونا بارك) ثاني مدينة ترفيهية في اليابان تحمل نفس الاسم، لتحل محل حديقة لونا بارك المدمرة في طوكيو. تم تشغيل الحديقة التي تبلغ مساحتها 132000 متر مربع، في عام 1912 إلى عام 1923. في منطقة شينسيكاي في أوساكا، بمدخل فريد من نوعه: جمازة جوية من برج تسوتنكاكو الأصلي.